# Municipio de Gotemburgo
El municipio de Gotemburgo (en sueco: Göteborgs kommun o Göteborgs stad) es un municipio en la provincia de Västra Götaland, al suroeste de Suecia. Su sede se encuentra en la ciudad de Gotemburgo. La mayor parte del área urbana de Gotemburgo (Göteborgs tätort) está situada dentro del municipio, pero también hay algunas otras localidades, así como áreas rurales.

## Localidades
Hay 13 áreas urbanas (tätort) en el municipio:
| #  | Tätort             | Población |
| -- | ------------------ | --------- |
| 1  | Gotemburgo         | 599 011   |
| 2  | Nordöstra Göteborg | 46 675    |
| 3  | Torslanda          | 23 884    |
| 4  | Olofstorp          | 4008      |
| 5  | Donsö              | 1453      |
| 6  | Nolvik             | 1397      |
| 7  | Styrsö             | 1348      |
| 8  | Brännö             | 913       |
| 9  | Säve               | 734       |
| 10 | Tumlehed           | 656       |
| 11 | Helgered           | 638       |
| 12 | Stenared           | 415       |
| 13 | Vrångö             | 368       |

## Ciudades hermanas
Gotemburgo está hermanado o tiene tratado de cooperación con:
| - Ciudades hermanas - Bergen, Noruega - Turku, Finlandia - Aarhus, Dinamarca | - Ciudades asociadas - Shanghái, China] - Nelson Mandela Bay, Sudáfrica - Lyon, Francia - Chicago, Estados Unidos |